# Пазолини, Гастоне
Гастоне Пазолини (итал. Gastone Pasolini; 23 января 1932, Сан-Марино, Сан-Марино — 19 декабря 2016, Борго-Маджоре, Сан-Марино) — сан-маринский государственный деятель, капитан-регент Сан-Марино (1981).

## Биография
Член Сан-маринской коммунистической партии. Был видным деятелем профсоюзного движения Сан-Марино, участвовал во всех конференциях Конфедерации труда Сан-Марино с 1957 по 1978 г.
В апреле-октябре 1981 года — капитана-регент Сан-Марино. В 1986 году он был единственным делегатом Сан-Марино, участвовавшим в IX съезде Социалистической единой партии Германии (СЕПГ). После роспуска Коммунистической партии Сан-Марино в 1990 году он вступил в Социалистическую партию Сан-Марино, а в 2005 году — в Партию социалистов и демократов, а после ее раскола основал новую «Левую партию — свободы» (Partito della Sinistra — Zona Franca), которая вскоре присоединилась к «Объединённым левым». В апреле 2009 года он был избран президентом Объединённых левых, а на 1-м съезде Объединённых левых в январе 2015 года был утверждён президентом партии.
Умер 19 декабря 2016 года в возрасте 84 лет и был похоронен на кладбище Серравалле.

## Награды и звания
Большой крест ордена За заслуги перед Итальянской Республикой (1990).